# Joe Burton
Joseph William Burton (nacido el 2 de noviembre de 1990 en San Jacinto, California) es un jugador de baloncesto estadounidense que actualmente forma parte de la plantilla del BC Orchies, de la NM1, la tercera división del baloncesto francés. Con 2.01 de estatura, su puesto natural en la cancha es el de ala-pívot. 

## Trayectoria
Formado durante cuatro temporadas en Oregon State Beavers y tras no ser elegido en el draft de la NBA de 2013, se marcharía a Dinamarca para hacer su debut profesional con Aalborg Vikings.
Durante la temporada 2014–2015 formaría parte de la plantilla del Landstede Basketbal de la FEB Eredivisie.
En verano de 2015, se marcha a Francia en el que jugaría durante dos temporadas en el Campeonato de Francia de Baloncesto Pro B, concretamente en ALM Évreux Basket y Chorale Roanne Basket. En la primera temporada con ALM Évreux Basket sería nombrado MVP de la Pro B y en la segunda temporada sería campeón de la Pro B Leaders Cup con Chorale Roanne Basket.
Durante la temporada 2017–2018 formaría parte de la plantilla del Aomori Wat's de la B2.League japonesa.
En 2018, regresa a Francia para jugar en las filas del ADA Blois Basket, en el que promedia 12.42 puntos por partido en 26 disputados en Pro B.
El 13 de agosto de 2019, firma con Chorale Roanne Basket para dar el salto a la Jeep Elite. Durante la temporada 2019-20, jugaría 23 partidos promediando 8.09 puntos por encuentro en la Jeep Elite.
El 26 de enero de 2020, se compromete con el KB Trepça de la Superliga de baloncesto de Kosovo en el que jugaría un partido.
El 19 de febrero de 2020, regresa a Francia para reforzar al BC Souffelweyersheim de la Pro B.
En 2021 regresa a su país para jugar en el Dallas Skyline, de la TBL (The Basketball League).